# ATC kód M
ATC kód M je oddílem Anatomicko-terapeuticko-chemické klasifikace léčiv.
M. Muskuloskeletální systém
- M01 - Antirevmatika a protizánětlivá léčiva
- M02 - Lokální léčiva k terapii bolestí svalů a kloubů
- M03 - Myorelaxancia
- M04 - Antiuratika
- M05 - Léčiva k terapii nemocí kostí
- M09 - Jiná léčiva pro léčbu poruch muskuloskeletárního systému